# Anochetus subcoecus
Anochetus subcoecus är en myrart som beskrevs av Auguste-Henri Forel 1912. Anochetus subcoecus ingår i släktet Anochetus och familjen myror. Inga underarter finns listade i Catalogue of Life.